# Kemijski element
Kemijski element je skup svih istovrsnih atoma u prirodi (svemiru), koji u jezgri imaju isti broj protona,  Kemijski elementi mogu imati više izotopa, dakle kemijski element je skup atoma jednog ili više izotopa. Kemijski element ne može se kemijskim metodama rastaviti na jednostavnije atome. Kemijski element vodik ima tri vrste atoma odnosno izotopa: 1H - procij, 2H - deuterij, 3H - tricij, koji se razlikuju po broju neutrona u jezgri atoma dok je protonski broj 1.
Elementarna tvar je jedan od oblika postojanja nekog kemijskog elementa u prirodi. Do danas je poznato 118 vrsta atoma kemijskih elemenata ali je poznato preko 600 njihovih elementarnih tvari. Kemijski element ugljik ima više oblika elementarne tvari, od četiri alotropske modifikacije najpoznatije su dvije: dijamant i grafit. Dijamant i grafit su elementarne tvari istog kemijskog elementa i one se mogu pretvarati jedna u drugu. Svojstva elementarnih tvari mogu se jako razlikovati.
| Elementarna tvar | Kemijski element | boja     | el. provodljivost | tvrdoća po Mohsu |
| ---------------- | ---------------- | -------- | ----------------- | ---------------- |
| Dijamant         | ugljik, C        | proziran | ne                | 10               |
| Grafit           | ugljik, C        | crn      | da                | 1                |

## Podjela elemenata
Elementi se mogu podijeliti na metale i nemetale. Metali su obično sjajne čvrste tvari koje provode elektricitet. Većina se metala tali na visokim temperaturama. Metali su kovni, što znači da se kovanjem mogu oblikovati u različite oblike. Mnogi su također duktilni, što znači da se mogu rastezati bez lomova. Željezo, bakar, cink i uranij su primjeri metala. Uz iznimku grafita - oblik ugljika - nemetali ne provode elektricitet. Nemetali u čvrstom stanju, kao što su sumpor i fosfor, krhki su (kod udaraca se raspadaju na dijelove). Mnogi se nemetali tale kod mnogo nižih temperatura od metala; mnogi su kod sobne temperature u plinovitom stanju. Klor, vodik i kisik su nemetali. U prirodi postoje 92 elementa. Uz iznimku helija i neona, svi se mogu s drugim elementima spajati u spojeve. Za rastavljanje kemijskih spojeva i oslobađanje elemenata koje sadržavaju rabe se kemijske reakcije.

## Povijest pojma elementa i kemijskog simbola
Najveći grčki filozof Aristotel je smatrao da materija ima četiri osnovna svojstva suho i vlažno, toplo i hladno. Slaganjem tih svojstava dobiju se četiri elementa: voda je hladna i vlažna,  zemlja je suha i hladna, zrak je topao i vlažan, vatra je suha i topla. Njegov se nauk održao u cijelom srednjem vijeku. Tijekom srednjeg vijeka sedam poznatih metala identificirano je sa sedam poznatih nebeskih tijela i njihovim simbolima: zlato - Sunce, srebro - Mjesec, olovo - Saturn, željezo - Mars, bakar - Venera, kositar - Jupiter, živa - Merkur.
Robert Boyle je 1661.g. u svojoj knjizi "Chymista scepticus" pisao o elementu kao osnovnoj tvari koja se ne može rastaviti niti stvoriti. Smatramo ga ocem kemije. Antoine Laurent Lavoisier prvi je sastavio tablicu s 33 elementa u knjizi "Elementaire de Chimie" 1789.g. i točno je definirao pojam kemijskog spoja. Današnji sustav označavanja kemijskih elemenata uveo je Jöns Jakov Berzelius 1813.g.
Za označavanje elemenata kemičari danas rabe oznake sastavljene od jednog ili dvaju slova. Prvo je slovo uvijek veliko, a drugo slovo je uvijek malo. Naprimjer, oznake za vodik i cink su H   i  Zn. Elementi koji su otkriveni prije 1800.-te godine često su nazivani latinskim imenima. Rimljani su olovo zvali plumbum, a rabili su ga za izradu cijevi za vodu. Od latinskog imena dolazi oznaka Pb i također pokazuje korijene engleskih riječi plumber (vodoinstalater) i plumbing (vodoinstalaterstvo). Elementi iz skupine metala koji su otkriveni poslije, često imaju imena koja završavaju na -ium. Naprimjer plutonij (Plutonium) otkriven je 1940., kada mu je dodijeljeno i ime. Simboli svih kemijskih elemenata nalaze se složeni u Periodnom sustavu elemenata.

## Rana otkrića: Metali
Mali se broj elemenata u Zemljinoj kori može pronaći kao čiste tvari. Zlato je element koji se pojavljuje i u nekim stijenama u obliku tankih traka ili malih kvržica čistog metala. Razlog tomu je što se zlato ne spaja lako s drugim elementima. Ljudi su prvi puta izlučili i rabili zlato prije 5500 godina. Neke stijene sadržavaju metale koji se pojavljuju u spojevima s kisikom. Na primjer, željezna ruda je spoj željeza i kisika. Prije 3500 godina ljudi su otkrili način proizvodnje željeza zagrijavanjem rude željeza drvenim ugljenom. Bakar, olovo i cink proizvedeni su na isti način.

## Rana otkrića: Nemetali
Ugljik i sumpor jedini su nemetali koji se u prirodi javljaju kao čiste tvari. Ugljik se javlja u obliku dijamanta i grafita; drveni ugljen (nečisti oblik ugljena) stoljećima se proizvodio djelomičnim spaljivanjem drva. Rabio se za proizvodnju željeza. Sumpor je pronađen u obliku čvrstih žutih gruda ili praha u okolici kratera nekih vulkana. Od 1200. godine upotrebljava se za proizvodnju praha za oružje i antiseptika.

## Kasnija otkrića
Lavoisier je postavio temelje suvremene kemije kada je 1783. potvrdio ideju da su elementi u središtu tvari. U to je vrijeme bilo poznato samo 26 čistih elementa. Kako su se njihovi uređaji i tehnike poboljšavali, tako se povećavala i brzina kojom su kemičari otkrivali nove elemente. Do 1900. godine svi elementi koji se pojavljuju u prirodi bili su otkriveni, pročišćeni i dodijeljena su im imena.

## Umjetni elementi
Svemir se sastoji uglavnom od vodika (90%) i helija (9%). Ogromni tlakovi i temperature u nutrini zvijezda kao što je npr. Sunce uzrokuju nuklearne reakcije koje pretvaraju vodik u helij. Daljnje nuklearne reakcije tlače vodik i helij zajedno na tvorbu težih elemenata. Zemlja je nastala od tih elemenata kada su se odvojili dijelovi sunca. Znanstvenici rabe nuklearne reakcije za proizvodnju teških, umjetnih elemenata iz prirodnih elemenata. Ovi umjetni elementi toliko su nestabilni da se raspadaju ili razdvajaju, često u minutama ili čak sekundama.